# Forsmark

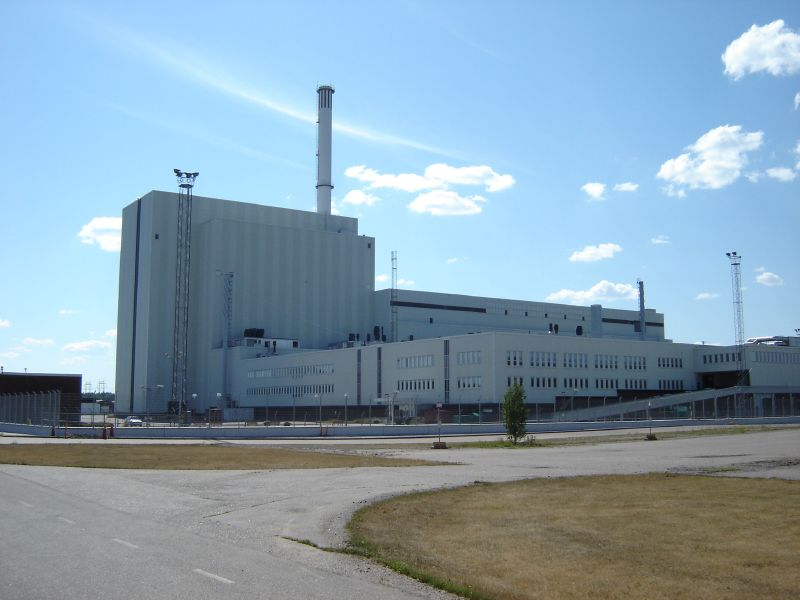
O Reator 3 da Central nuclear de Forsmark

Forsmark é uma pequena localidade da Suécia, situada na província histórica da Uppland, a cerca de 20 km a noroeste da cidade de Östhammar.
Tem cerca de 66 habitantes, e pertence à comuna de Östhammar. Nesta localidade, está instalada a central nuclear de Forsmark.
Foi vítima de um grande ataque russo em 1719, que deixou em ruínas várias localidades da Uppland, tais como Norrtälje, Östhammar, Öregrund, Forsmark e Lövstabruk.

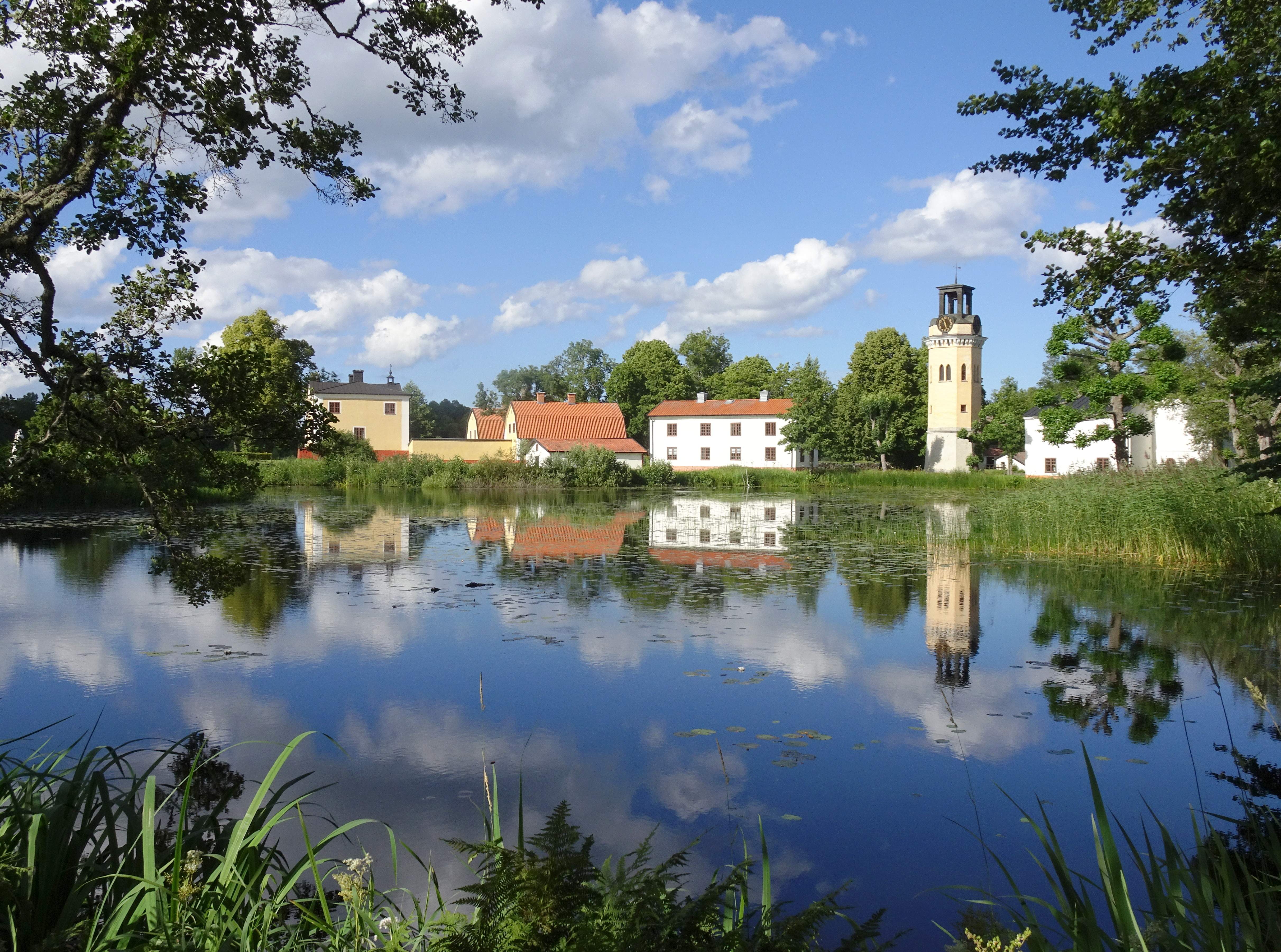
Forsmark vista de Norra dammen
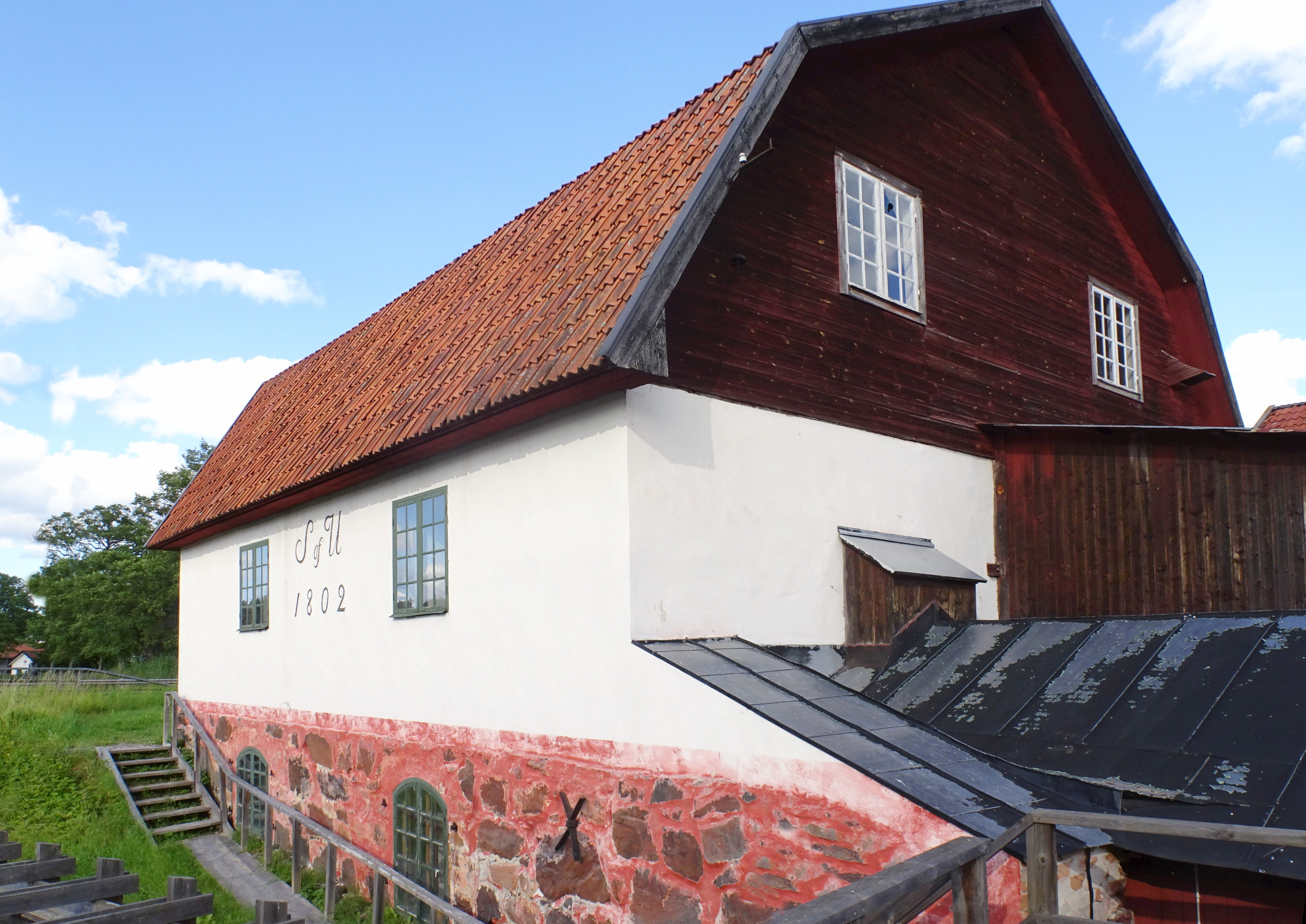
Azenha de 1802
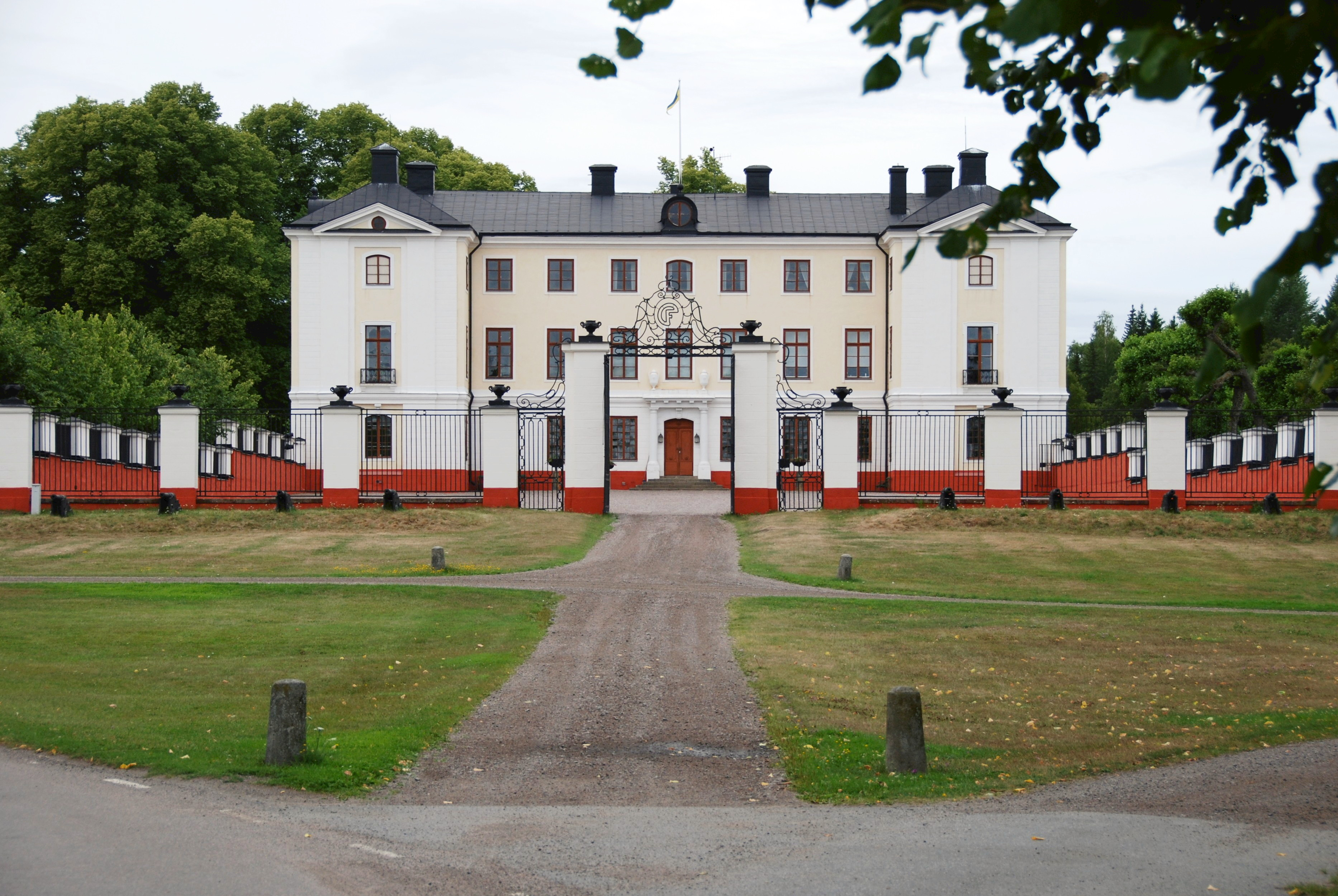
Uma antiga mansão
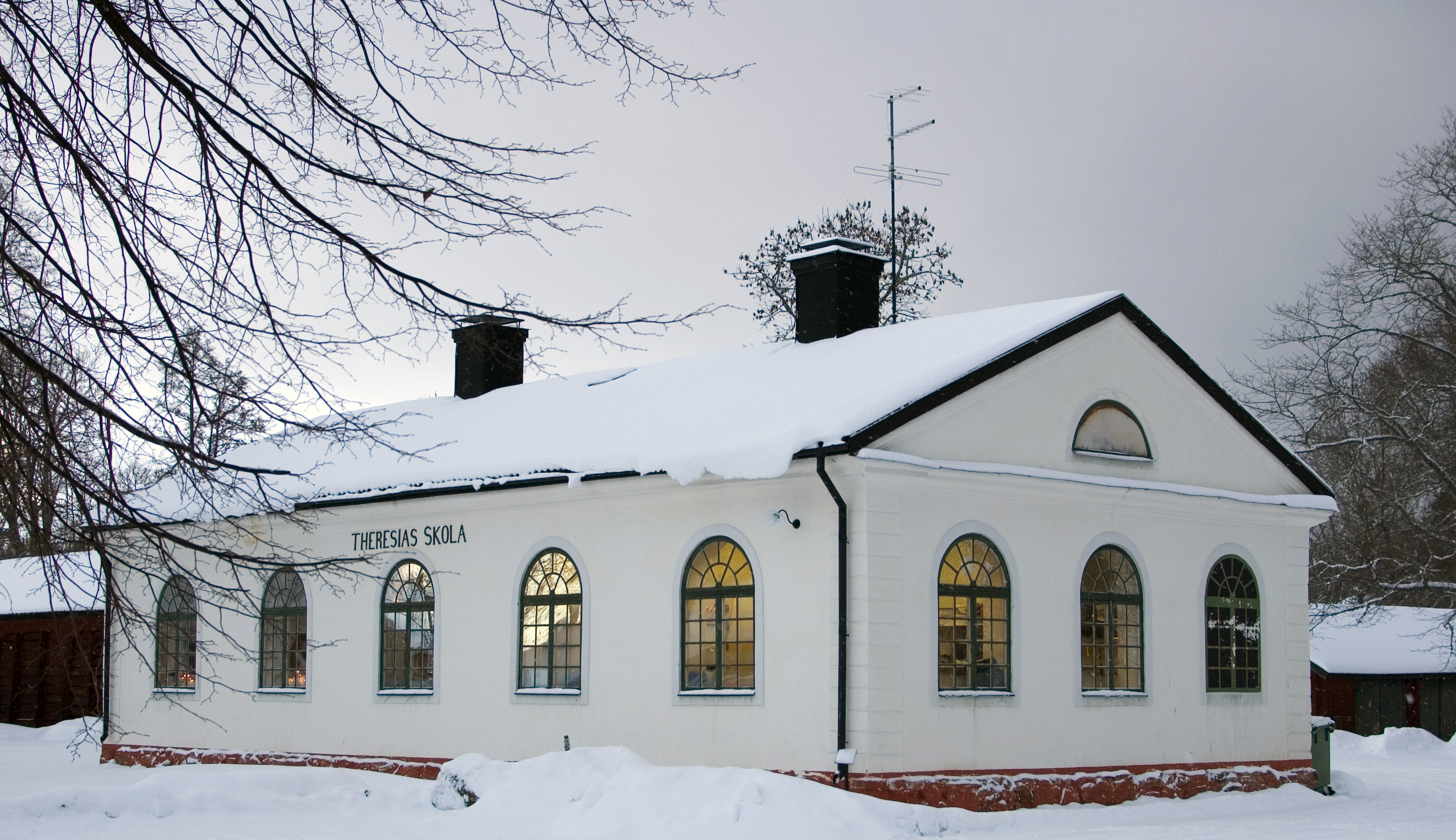
Uma velha escola